# Adam Szczuciński

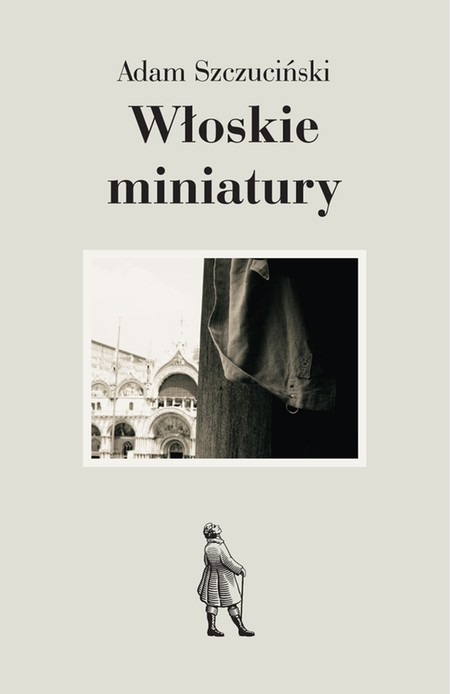
Okładka książki Włoskie miniatury, Zeszyty Literackie, Warszawa 2008. Autor okładki: Janusz Górski

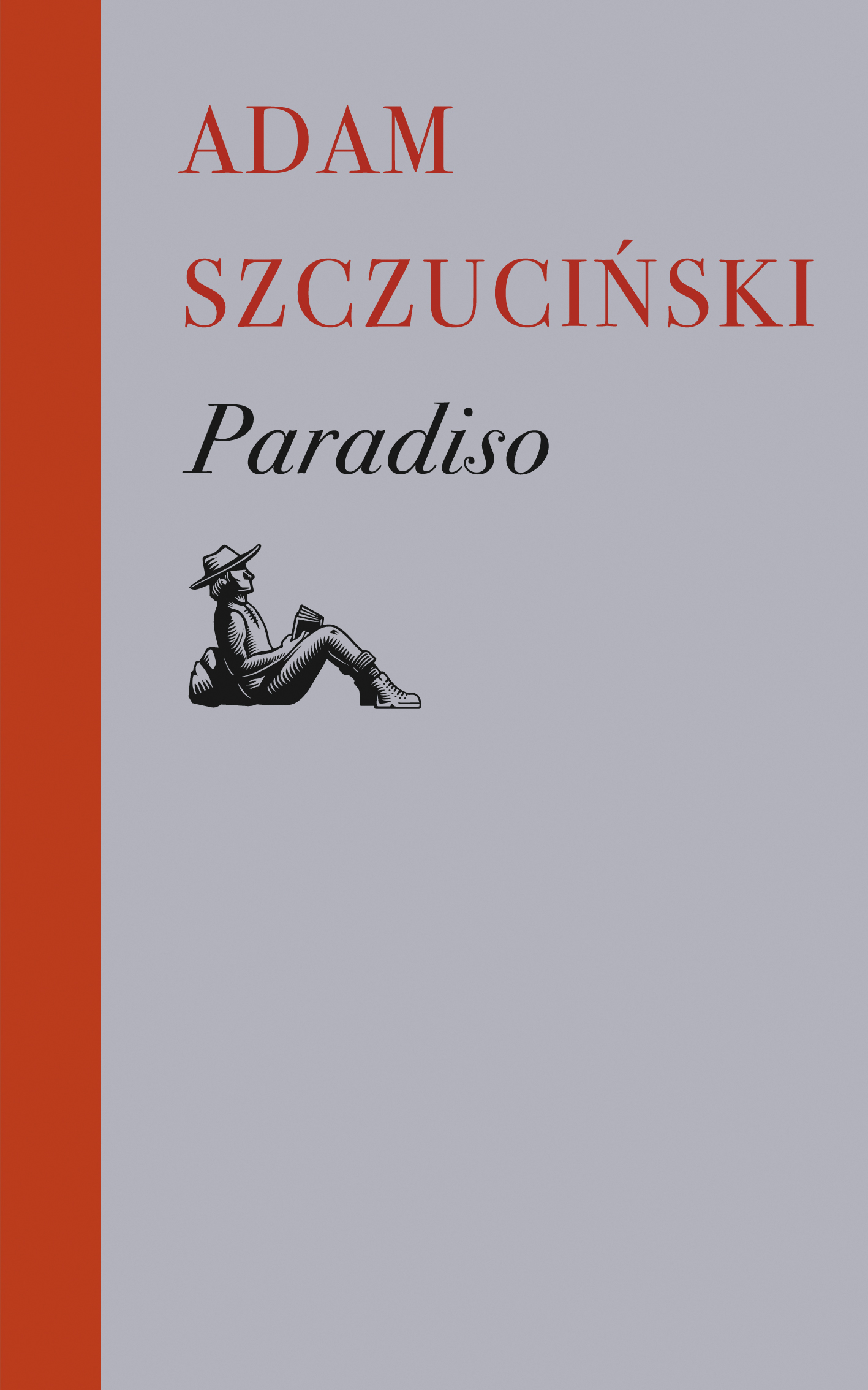
Okładka książki Paradiso, wydawnictwo Próby, Warszawa 2021. Autor okładki: Janusz Górski

Adam Szczuciński (ur. 1978) – polski lekarz neurolog i eseista. 
W latach 2014–2018 członek zespołu redakcyjnego „Zeszytów Literackich”. Laureat Nagrody „Zeszytów Literackich” za debiut im. Konstantego A. Jeleńskiego (2003). W 2008 roku nakładem Zeszytów Literackich ukazał się tom jego szkiców Włoskie miniatury. Jego drugą książkę Paradiso w marcu 2021 roku wydało wydawnictwo Próby.  
Mieszka i pracuje w Poznaniu. 

## Twórczość
Debiutował w 2001 roku w 73 numerze „Zeszytów Literackich” artykułem pt. San Michele. Publikowane na przestrzeni lat minieseje w wydaniu książkowym ukazały się nakładem Zeszytów Literackich w 2008 roku pod tytułem Włoskie miniatury. Książka jest poświęcona współczesnym podróżom do Włoch (Wenecja, Florencja, Rzym, Neapol i Sycylia), Hiszpanii i Tunezji. Zawiera opis wędrówek, spotkań z ludźmi, sztuką i literaturą. Pokazuje, jak odnajdywać ślady przeszłości w dzisiejszym krajobrazie Włoch.
„Chciałbym oszukać czas. Odnaleźć ścieżki, którymi wędrowali pisarze. Zobaczyć podobny krajobraz, podobny horyzont. Móc kiedyś powiedzieć, jak Jan Kott: «Parę razy w życiu udało mi się dotknąć tego kawałka materii, od którego zaczynał się świat pisarzy».”
Zafascynowany twórczością Josifa Brodskiego, w wydanym w 2021 roku tomie Paradiso opisuje swoje wyprawy do Wenecji śladami noblisty. Podobnie jak Włoskie miniatury, Paradiso składa się ze szkiców z podróży, zarówno rzeczywistych, jak i wyobrażonych. Twarze pasażerów pociągu, załamanie światła na weneckim murze, smak porannej kawy stają się przedłużeniem czytanego przed snem wiersza. Autor wędruje po Wenecji śladami Brodskiego (zawsze z książkami ulubionego poety w kieszeni). Z zachwytem przygląda się dziełom sztuki, naturze. Dociera też do Wilna, Rzymu, Monterchi, Paryża. Tworzy wielobarwną mozaikę ludzkich historii, by wydobyć z pokładów niepamięci to, co jednostkowe, kruche, ulotne.
„Wzruszają mnie opłotki Wenecji. Pusty skwer na wyspie San Pietro, stare kościoły – nikt już ich nie otwiera, nikt już się w nich nie modli. Ogrody pełne porzuconych ułomków, pękniętych rzeźb. Dawne szpitale, warsztaty. Próbuję wykroić dla siebie fragment tej niezwykłej przestrzeni, znaleźć miejsca, których nikt nie chce, nie pragnie. Rok przed śmiercią Josif Brodski nazwał Wenecję ziemskim rajem, wychwalał jej czyste powietrze, «którego wdychaniem nie podobna się znudzić, szczególnie pod koniec». Chodząc po Wenecji, rozmawiam z Brodskim.”

## Książki
- Włoskie miniatury - szkice z podróży; Zeszyty Literackie 2008, ISBN 978-83-60046-47-0
- Paradiso - szkice z podróży; Wydawnictwo Próby 2021, ISBN 978-83-959036-4-9